# Sesleria latifolia
Sesleria latifolia là một loài thực vật có hoa trong họ Hòa thảo. Loài này được (Adamovic) Degen miêu tả khoa học đầu tiên năm 1905.